# اندیس شاه پسند۲
شاه پسند۲ یک اندیس غیرفلزی است که در حوالی شهر درود استان لرستان قرار دارد و مادهٔ معدنی موجود در آن، پیروفیلیت است.سنگ میزبان این اندیس آهک ماسه ای است و دیرینگی آن به دوران تریاس میانی می‌رسد. در این اندیس، پاراژنز‌های کوارتز - کائولینیت-دیکیت یافت می‌شوند.